# Coupe Van der Straeten-Ponthoz
La Coupe Van der Straeten-Ponthoz (souvent abrégée « Coupe Ponthoz ») fut une des toutes premières compétitions internationales de football organisée en Europe. Elle était réservée aux clubs. Elle a été organisée de 1900 à 1907. Triple vainqueur, le club belge de l'Union Saint-Gilloise en est le détenteur définitif.

## Origines et Histoire
Cette épreuve internationale fut instaurée, en 1900, sous l'impulsion du Comte Van der Straeten-Ponthoz qui en offrit le trophée. Lors de la première édition, elle regroupa, à Bruxelles, au nombre de ses participants les champions nationaux de trois ligues qui existaient déjà à l'époque (Belgique, Pays-Bas et Suisse). Les journaux parlèrent alors de la « Coupe Ponthoz »  comme du championnat continental des clubs ! Mais il est évidemment excessif de considérer le premier vainqueur, le R.A.P Amsterdam  comme le premier champion d'Europe de l'Histoire.
La deuxième édition ne rassembla plus que des clubs belges et hollandais, mais elle se termina dans la polémique. Le club batave du H.V.V. 's-Gravenhage  abandonna lors des demi-finales parce qu'en désaccord total avec les trop nombreuses décisions arbitrales défavorables. Le match qui opposait « HVV » au Racing Club de Bruxelles fut arrêté, alors que le score était de 1-1, quand les Néerlandais quittèrent le terrain et refusèrent d'y revenir. Le comportement des joueurs du « HVV » n'était pas dénué de fondements car l'arbitrage n'était pas très objectif. La polémique entraîna une autre question : la création d'un « organisme indépendant de gestion des compétitions de football ». Les échanges d'idées et de courrier qui suivirent furent des éléments importants dans la création de la FIFA en 1904.
En 1902, le trophée prit la direction de Londres après la victoire du club londonien du « Pilgrims FC ».
En 1903, on nota la première inscription d'un club français, le RC de Roubaix (champion de France USFSA). Mais le club nordiste déclara finalement forfait avant d'affronter les Bruxellois du Léopold CB. Cette année-là, on enregistra la première victoire belge avec le succès du Racing CB qui conserva la « Coupe Ponthoz » en 1904.
De 1905 à 1907, l'Union Saint-Gilloise remporta l'épreuve trois fois de suite et devint détenteur définitif de la Coupe Van der Straeten-Ponthoz. En vue de 1908, un nouveau trophée dénommé Coupe Jean Dupuich fut mis en jeu.
À noter que lors de la 7e édition, en 1906, les organisateurs se retrouvèrent confrontés à un...problème. Le 17 avril 1906, la finale (Union SG-Racing CB) de la « Coupe Ponthoz » se termina sur un score de parité à l'issue de la prolongation (2-2). À qui et/ou comment attribuer le trophée. Le Secrétaire de la Football Association (F.A.) fut contacté. Finalement, les deux clubs bruxellois furent déclarés « covainqueurs ».

## Participants
Ci-dessous, la liste des clubs ayant été inscrits aux diverses éditions de la Coupe Van der Straeten-Ponthoz. Certains renconcèrent avant leur premier match.
| Club                                 | Meilleurs résultats dans leur pays jusqu'en 1907 | Saisons                                        | Participations « Coupe Ponthoz »                |
| ------------------------------------ | ------------------------------------------------ | ---------------------------------------------- | ----------------------------------------------- |
| Dortmund FC                          |                                                  |                                                | 1907.                                           |
| Pilgrims FC                          | Champion de la Bristol & District League         | 1905                                           | 1902, 1903.                                     |
| East Sheen FC                        | ???                                              | ???                                            | 1905.                                           |
| Magdala FC                           | ???                                              | ???                                            | 1905.                                           |
| Emerity FC                           | ???                                              | ???                                            | 1906,1907.                                      |
| Hampstead FC                         | ???                                              | ???                                            | 1907.                                           |
| Maidstone Church Institute Wanderers | Champion de la Maidstone & District League       | 1902, 1903                                     | 1903.                                           |
| Léopold CB                           | 2e van Belgique                                  | 1902                                           | 1900, 1901, 1902, 1903, 1904, 1905, 1906, 1907. |
| Sporting CB                          | 3e en Belgique                                   | 1896                                           | 1901.                                           |
| Racing CB                            | Champion de Belgique                             | 1897, 1900, 1901, 1902, 1903                   | 1900, 1901, 1903, 1904, 1905, 1906, 1907.       |
| Antwerp FC                           | 2e en Belgique                                   | 1896                                           | 1900.                                           |
| Athletic & Running CB                | 3e en Belgique                                   | 1900                                           | 1901, 1903, 1904.                               |
| Daring CB                            | 4e en Belgique                                   | 1907                                           | 1902, 1903, 1904, 1905, 1906.                   |
| Olympia CB                           |                                                  |                                                | 1903,                                           |
| Beerschot AC                         | 2e en Belgique                                   | 1901                                           | 1901, 1903, 1904,                               |
| Union Saint-Gilloise                 | Champion de Belgique                             | 1904, 1905, 1906, 1907                         | 1902, 1903, 1904, 1905, 1906, 1907.             |
| FC Liégeois                          | Champion de Belgique                             | 1896, 1898, 1899                               | 1904.                                           |
| SA Montrouge                         | ???                                              | ???                                            | 1904.                                           |
| RC Roubaix                           | Champion de France-USFSA                         | 1902, 1903, 1904, 1906                         | 1902, 1907.                                     |
| HBS Craeyenhout (Den Haag)           | Champion des Pays-Bas                            | 1904, 1906                                     | 1901, 1902, 1903, 1904.                         |
| Haagse VV (H.V.V.)                   | Champion des Pays-Bas                            | 1891, 1896, 1900, 1901, 1902, 1903, 1905, 1907 | 1900, 1901, 1904.                               |
| R.A.P. Amsterdam                     | Champion des Pays-Bas                            | 1892, 1894, 1897, 1898, 1899                   | 1900, 1901.                                     |
| CFC Celeritas                        | 7e aux Pays-Bas                                  | 1898                                           | 1901, 1903, 1904.                               |
| Rapiditas Rotterdam                  | 4e aux Pays-Bas                                  | 1895                                           | 1901.                                           |
| Dordrechtse FC (D.F.C.)              | 2e dans la Division Ouest                        | 1905                                           | 1901, 1902, 1903, 1904, 1905.                   |
| Velocitas Breda                      | ???                                              | ???                                            | 1903.                                           |
| Voorwaarts Tiel                      | ???                                              | ???                                            | 1902.                                           |
| Haarlem FC                           | ???                                              | ???                                            | 1905, 1906.                                     |
| Sparta Rotterdam                     | ???                                              | ???                                            | 1907.                                           |
| Grasshopper Club Zürich              | Champion de Suisse                               | 1898, 1900, 1901, 1905                         | 1900.                                           |

## Palmarès
| Éditions | Vainqueurs           | Finalistes           | Scores | Remarques                                                      |
| -------- | -------------------- | -------------------- | ------ | -------------------------------------------------------------- |
| 1900     | R.A.P. Amsterdam     | H.V.V. s'Gravenhage  | 2-1    |                                                                |
| 1901     | H.B.S.               | Racing CB            | 1-0    |                                                                |
| 1902     | Pilgrims FC London   | D.F.C Dordrecht      | 4-2    |                                                                |
| 1903     | Racing CB            | Pilgrims FC London   | 6-5    | après prolongation                                             |
| 1904     | Racing CB            | Union Saint-Gilloise | 3-2    |                                                                |
| 1905     | Union Saint-Gilloise | Racing CB            | 5-1    |                                                                |
| 1906     | Union Saint-Gilloise | Racing CB            | 2-2    | après prolongation, les deux équipes déclarées « cogagnantes » |
| 1907     | Union Saint-Gilloise | Racing CB            | 1-0    | L'Union SG devient détentrice du trophée à titre définitif.    |

### Sources et Liens externes
- Wikipédia en Néerlandais

- Archives de la Coupe Van der Straeten-Ponthos sur RSSSF.com